# Hormomyces aurantiacus
Hormomyces aurantiacus är en svampart som beskrevs av Sacc. 1851. Hormomyces aurantiacus ingår i släktet Hormomyces och familjen Tremellaceae.   Inga underarter finns listade i Catalogue of Life.